# Stanisław Baliński
Stanisław Baliński, né le 2 août 1898 à Varsovie et mort le 12 novembre 1984 à Londres, était un poète, écrivain et diplomate polonais.

## Biographie
Fils d'Ignacy h. Jastrzębiec (1862-1951) et de Maria née Chomętowska h. Lis (1868-1934), frère d'Antoni Edward (1907-1990), employé diplomatique. Il étudie les études polonaises à l'Université de Varsovie, la théorie musicale et la composition à l'École supérieure de musique de Varsovie, et étudie également le droit. En 1920, il devient membre du groupe poétique Skamander. À partir du 1er décembre 1922, il commence à travailler au ministère des Affaires étrangères. Il a passé cinq ans en mission en Chine, puis au Brésil et en Perse. Il a beaucoup voyagé en Europe, en Amérique du Sud, en Extrême-Orient et au Moyen-Orient, en Afrique du Nord.
Après l'agression du Troisième Reich et de l'URSS contre la Pologne (1939), il se rend à Paris via la Roumanie, puis en Grande-Bretagne. En 1939-1940, il était employé au ministère de l'Information et de la Documentation du gouvernement polonais en exil. De 1940 à 1945, il est employé au ministère polonais des Affaires étrangères à Londres. Après avoir été nommé ministre des Affaires étrangères du 30 novembre 1944 à janvier 1945, Adam Tarnowski fut chargé d'affaires auprès du gouvernement tchécoslovaque en exil. Après la guerre, Baliński, opposant déclaré à Yalta et au gouvernement communiste, décida de rester à Londres. Dans les années 1950, il travailla pour les stations de radio Free Europe et Voice of America. À partir de 1945, il fut membre du PEN Club anglais.
Dans l'entre-deux-guerres, il publie notamment dans les revues « Skamander » et « Literary News ». Pendant la Seconde Guerre mondiale, il écrit dans les revues « Wiadomości Polskie » (1940-1944), « Nowa Polska » (1942-1944), « Dziennik Polski i Dziennik Żołnierza » (1944). Après la guerre, entre autres, dans « Wiadomosci », il signe une lettre des écrivains polonais à l'étranger, se solidifiant avec les signataires de la protestation contre les changements de la Constitution de la République populaire de Pologne (Lettre 59). Lauréat du Prix de l'Association des écrivains polonais à l'étranger en 1981.
Sa tombe symbolique se trouve au cimetière Powązki à Varsovie (section T-2-2). Sa chanson Mój Kapitanie, już wieczór a été popularisée par Sława Przybylska, en l'interprétant sur la musique de Włodzimierz Korcz.